# Krigsåret 2008

## Pågående krig
- Afghanistankriget (2001-)[1]

- Darfurkonflikten (2003-)

- Gazakriget (2008-2009)
  - Israel på ena sidan
  - Hamas på andra sidan

- Irakkriget (2003–)[1]
  - Irak på ena sidan
  - USA, Storbritannien med flera på andra sidan

- Kriget i Georgien
  - Ryssland och utbrytarrepublikerna Sydossetien och Abchazien på ena sidan
  - Georgien på andra sidan

## Händelser

### Februari
- 23 - Ett avtal om "permanent vapenvila" mellan Ugandas regering och rebellgruppen Herrens motståndsarmé undertecknas.[2]

### Augusti
- 1 - Krig utbryter i Georgien.
- 8 - Ryssland invaderar Georgien sedan strider utbrutit mellan Georgien och utbrytarrepubliken Sydossetien.

- 12 november - Sudans president Umar al-Bashir utlyser vapenvila i Darfur.[3]

### December
- 27 - Israel inleder bombningar på Gazaremsan som svar på raketattacker från palestinska Hamas.